# Mr.ボールド
Mr.ボールド（ミスターボールド、1942年〈昭和17年〉5月28日 - 2003年〈平成15年〉10月27日）は、一輪車を用いた芸を行う芸人である。岡山県津山市出身。本名は高取 宏輔（たかとり こうすけ）。最終所属は吉本興業。

## 人物・来歴
1966年に入門。かつては「ファニー・ボールド」と称してコンビで女装してやっていたが、後にピン芸人となる。芸名であるボールドは「ハゲ」の意味で、その名の通りのスキンヘッドと口ヒゲが特徴。「コミックサイクル」と称した一輪車パフォーマンスと、岡山訛りの「感情的になるで」などシュールで辛口な独特の喋り口調で人気を博した。観客を巻き込んでお笑いをとる「客いじり」を得意としていた。
ジャグラー芸を本分とし、欧州に修行に出た時期もあるという。看板芸である一輪車パフォーマンスを行うこととなったのは、道端に置いてあった一輪車を盗んで芸に取り入れようとしたのがきっかけである。 その後、フリーの芸人として全国各地を営業するが、不遇の時代が長く続いた。

### 吉本興業へ
以後、仕事に恵まれない現状が続き、自暴自棄となったMr.ボールドは、ある時、大酒を呑んで泥酔したままステージに立って一輪車パフォーマンスを行おうとした直後に、後方へ真っ逆さまに転倒し、首の骨を折る重傷を負う。一時は全身不随の危機に晒されたが、長期入院の末に奇跡的な復活を果たした。
その後もマスコミ露出は少なく、マイナー芸人の位置に甘んじたが、舞台では大ウケを取り続けた。バブル経済時期には、一万円のおひねりが飛び交ったと述懐している。自身の芸については「お客さんに毒づいてお金貰うんやもん、こんな邪道あらへんで」としていた。私生活ではレザー系の衣服のマッチョなスタイル・言動で知られた。
1990年代に入って吉本興業入りし、なんばグランド花月の舞台出演を中心に活躍することとなる。舞台では独特の芸で毎回客席を爆笑の渦に巻き込み、やがて「絶対スベらない芸人」の異名を取ることとなる。ラスベガス公演や吉本芸人の中国公演でも、Mr.ボールドの芸は海外の観客に大受けだった。

### 晩年
フジテレビの「笑っていいとも!」に招かれて「コミックサイクル」を披露するなど、全国的な知名度も次第に上がり、順調に仕事をこなしていたある日、舞台で演技中に、観客から「変な黒いアザがあるで」と指摘された。何の気なしに病院へ行ったところ、悪性黒色腫と判明。手術で取り除くことになった。Mr.ボールド自身、いつものとぼけた口調でこのエピソードを披露していたのだが、この時点で腫瘍は既に手遅れの段階になっていた。一度は退院するものの、次第に体力が低下。最晩年は病魔と闘いながらも、自力で一輪車にまたがることが出来なくなるまで舞台に立ち、芸を披露した。病気と闘う自分の姿を親しい芸人仲間にも見せなかったという。
2003年10月27日、悪性黒色腫のため死去。

## 主な持ち芸
- 一輪車に乗って口にフォークを銜え、客席からリンゴを投げさせ、キャッチする。興に乗ってきたところで、リンゴを口に咥え、「今度は逆にこっち投げてみて」とフォークを渡す。しばらく一輪車で往復したのち、「冗談やで、本気にせんといてやー」と落とす。
- 客がリンゴをうまく投げてくれず、空振りを繰り返すと、一輪車ごとバッタリこける。そして「ワシもしまいに感情的になるでー」と決まりゼリフを飛ばす[5]。
- 吸盤のついた羽根や、ラバーカップを禿頭で受け、張り付かせる。
- 終始、観客に対して毒づいているが、最後は笑顔で「ありがとうございました」と礼を言って舞台袖にハケる。

## エピソード
- 『いろもん[6]』出演時、皮膚がんの治療のために中々番組に来られなかったという話を披露した。その際に「オカマのマネージャーが自分の鍛えた肉体に興味を示し、常日頃から眺めていたため異変に気付いた」とジョークを交えて語った。
- FUJIWARAの藤本敏史が「営業先に手違いで一輪車が届かなかったが、それでも乗っているという体で舞台をこなした。芸人のプロ根性を見た。[7]」とMr.ボールドのエピソードを語っている。

## 弟子
- こっこ（三女美）